# Liz Bonnin
Pour les articles homonymes, voir Bonnin.
Elizabeth Bonnin, née le 16 septembre 1976 à Paris, est une présentatrice animalière française qui apparaît à la télévision en Irlande et au Royaume-Uni,.
Elle est considérée comme l’une des plus éminentes présentatrices du monde naturel au  Royaume-Uni.

## Biographie

### Formation
Liz Bonnin est née d'une mère trinidadienne, d'origine indienne et portugaise, et d'un père franco-martiniquais, dentiste,. Sa famille déménage en Irlande quand elle a neuf ans.
Liz Bonnin est titulaire d'un bachelor's degree en biochimie du Trinity College de Dublin. Elle est également titulaire d'une maîtrise en biologie et conservation de la nature de la Société zoologique de Londres et du Royal Veterinary College (2008), pour laquelle elle suit les tigres au Népal,.

### Carrière
Liz Bonnin commence sa carrière en chantant pour les chœurs du groupe The Pale (en) avant de rejoindre un girl group irlandais nommé Chill, signé chez Polydor mais les quitte avant d'enregistrer,.
On lui propose un poste d'animatrice des IRMA Awards, ce qui la conduit à présenter sur la chaîne irlandaise RTÉ dans The Den (dont Den 2 ), Telly Bingo, Millennium Eve: Celebrate 2000 et pendant deux ans, Off the Rails avec Fiona McShane.
En 2002, elle s'installe à Londres pour présenter sur plusieurs chaînes de télévisiondont Top of the Pops sur la chaîne BBC One.
Depuis 2005, Liz Bonnin travaille sur des émissions scientifiques. Elle présente l'émission Gadgets, Gadgets, Gadgets en 2005 et co-présente la série scientifique de la BBC Bang Goes the Theory sur BBC One de 2009 à 2014. En 2008, elle présente une série documentaire Science Friction sur RTÉ One qui s'intéresse aux tabous de la science (tels que la pédophilie et l'énergie nucléaire) en Irlande. Elle contribue également à la série de BBC Two sur le travail du Musée d'histoire naturelle de Londres, Museum of Life.
En octobre 2010, elle rejoint le casting d'Autumnwatch et en janvier 2011, elle présente des segments de Stargazing Live de BBC Two depuis diverses régions d'Hawaï, notamment au sommet du Mauna Kea. En mai 2011, elle co-présente Egypt's Lost Cities sur BBC One.
Son émission sur l'intelligence animale, Super Smart Animals, est tournée mi-2011 au Mexique, au Brésil, en Thaïlande, en Australie et en Allemagne, et diffusée en février 2012. Liz Bonin présente plusieurs émissions spéciales pour Horizon sur BBC Two qui couvrent des sujets allant de l'avenir de la technologie aux reportages sur la durabilité des zoos,.
En octobre 2014, elle présente Horizon en trois parties sur la vie des chats. En février 2015, elle présente une série documentaire en deux parties intitulée Animals in Love sur BBC One, examinant la vie émotionnelle d'animaux, notamment des éléphants, des singes, des oies et des alligators.

## Activités publiques et engagements
En 2004, Liz Bonnin s'enferme dans un chenil géant avec les députés Paul Burstow, Evan Harris, Ivan Henderson (en) et l'actrice Liza Goddard, la présentatrice de la BBC Newsround Lizzie Greenwood-Hughes (en) et la DJ Becky Jago (en) dans le cadre d'une collecte des fonds pour la RSPCA.
Liz Bonnin est un modèle pour le programme Pretty Curious d'EDF Energy, qui vise à encourager les adolescentes à étudier des matières scientifiques à l'école.
Elle déclare dans une interview en 2016 : « FHM m'a proposé de poser mais j'ai dit non ».

## Filmographie
| Year      | Title                                           | Roles                 | Channel           |
| --------- | ----------------------------------------------- | --------------------- | ----------------- |
| 1999–2000 | Millennium Eve: Celebrate 2000                  | Co-présentatrice      | RTÉ One           |
| 2000–?    | Off the Rails                                   | Co-présentatrice      | RTÉ One           |
| 2002–?    | RI:SE                                           | Co-présentatrice      | Channel 4         |
| 2002–2003 | Top of the Pops                                 | Co-présentatrice      | BBC One           |
| 2003      | Never Mind the Buzzcocks                        | Invitée               | BBC Two           |
| 2004- ?   | Euromillions Draw                               | Présentatrice         | Sky One           |
| 2004–2005 | Wild Trials                                     | Présentatrice         |                   |
| 2005–?    | Gadgets, Gadgets, Gadgets                       | Co-présentatrice      |                   |
| 2008      | Science Friction                                | Présentatrice         | RTÉ One           |
| 2009–2014 | Bang Goes the Theory                            | Co-présentatrice      | BBC One           |
| 2009–2010 | Country Tracks                                  | Co-présentatrice      | BBC Two           |
| 2010      | Museum of Life                                  | Co-présentatrice      | BBC Two           |
| 2010–2011 | Autumnwatch                                     | Présentatrice invitée | BBC Two           |
| 2011—     | Stargazing Live                                 | Co-présentatrice      | BBC One/BBC Two   |
| 2011      | Egypt's Lost Cities                             | Co-présentatrice      | BBC One           |
| 2011      | Springwatch                                     | Présentatrice invitée | BBC Two           |
| 2012      | Super Smart Animals                             | Présentatrice         | BBC One           |
| 2012      | Horizon: The Transit of Venus                   | Présentatrice         | BBC Two           |
| 2013      | Tomorrow's World: A Horizon Special             | Présentatrice         | BBC Two           |
| 2013      | Operation Snow Tiger                            | Présentatrice         | BBC Two           |
| 2013—     | Countrywise                                     | Co-présentatrice      | ITV               |
| 2013      | Animal Odd Couples                              | Présentatrice         | BBC One           |
| 2013      | How the Earth Works                             | Co-présentatrice      | Discovery Channel |
| 2014      | Cat Watch 2014: The New Horizon Experiment      | Présentatrice         | BBC Two           |
| 2014      | Animals Through The Night: Sleepover At The Zoo | Co-présentatrice      | BBC Four          |
| 2015      | Big Blue Live                                   | Co-présentatrice      | BBC One           |
| 2015      | Animals in Love                                 | Présentatrice         | BBC One           |
| 2015      | India: Nature's Wonderland                      | Co-présentatrice      | BBC Two           |
| 2016      | Cats v Dogs: Which is Best?                     | Co-présentatrice      | BBC Two           |
| 2016      | Horizon – Should We Close Our Zoos?             | Présentatrice         | BBC Two           |
| 2016      | Nature's Epic Journeys                          | Présentatrice         | BBC One           |
| 2017      | Galapagos                                       | Présentatrice         | BBC One           |
| 2017      | Wild Alaska Live                                | Co-présentatrice      | BBC One           |
| 2018      | Drowning In Plastic                             | Présentatrice         | BBC One           |
| 2019      | Blue Planet Live                                | Co-présentatrice      | BBC One           |
| 2019      | Would I Lie to You?                             | Invitée               | BBC One           |
| 2019      | Snow Animals                                    | Présentatrice         | BBC One           |
| 2019      | Meat: A Threat to our Planet?                   | Présentatrice         | BBC One           |
| 2020      | Penguins: Meet the Family                       | Narratrice            | BBC One           |
| 2020-2021 | For The Love Of Britain                         | Co-présentatrice      | ITV               |
| 2021      | Our Wild Adventures                             | Invitée               | BBC Two           |
| 2022      | Our Changing Planet                             | Co-présentatrice      | BBC One           |
| 2022      | The Island – 1.8 Billion Years in the Making    | Présentatrice         | RTÉ               |
| 2023      | Secrets of the Jurassic Dinosaurs               | Présentatrice         | BBC Two           |
| 2023      | Arctic From Above                               | Présentatrice         | Sky Nature        |
| 2023      | Liz Bonnin’s Wild Caribbean                     | Présentatrice         | BBC Two           |